# Cornelius Rübner
Martin Cornelius Rübner, född 26 oktober 1853 i Köpenhamn, död 21 januari 1929 i New York, var en dansk pianist.
Rübner studerade vid Det Kongelige Danske Musikkonservatorium, där bland andra Niels W. Gade var hans lärare. Han inriktade sig främst på pianospel och framträdde som konsertmusiker, men reste redan omkring 1875 till Tyskland, där han i Baden-Baden utnämndes  till hovpianist och från 1892 ledde den filharmoniska föreningen för att därefter resa till USA. Förutom som pianist förvärvade han sig ett namn som kompositör av symfoniska verk, kammarmusik, baletter och sånger.